# Алексен
Алексен (фр. Alexain) насеље је и општина у западној Француској у региону Лоара, у департману Мајен која припада префектури Мајен.
По подацима из 2011. године у општини је живело 594 становника, а густина насељености је износила 36,58 становника/km². Општина се простире на површини од 16,24 km². Налази се на средњој надморској висини од 140 метара (максималној 167 m, а минималној 72 m).

## Демографија
| 1962. | 1968. | 1975. | 1982. | 1990. | 1999. | 2011. |
| ----- | ----- | ----- | ----- | ----- | ----- | ----- |
| 433   | 468   | 433   | 410   | 418   | 402   | 594   |

График промене броја становника у току последњих година